# Épaux-Bézu
Épaux-Bézu é uma comuna francesa na região administrativa de Altos da França, no departamento de Aisne. Estende-se por uma área de 19,5 km². Em 2010 a comuna tinha 580 habitantes (densidade: 29,7 hab./km²).